# Asian Improv Records
Asian Improv Records ist ein US-amerikanisches Musiklabel des Modern Creative.
Asian Improv Records wurde 1987 von Francis Wong und Jon Jang gegründet und ist dem Asian American Jazz Movement in der San Francisco Bay Area verbunden. Erste Veröffentlichung des Independent-Labels war Jangs Album The Ballad or the Bullet. Seitdem erschienen auf dem Label Aufnahmen u. a. von Tatsu Aoki, Glenn Horiuchi, Vijay Iyer, Mark Izu, Miya Masaoka, Hafez Modirzadeh, Jeff Song, Jason Kao Hwang sowie den Label-Gründern, aber auch von Fred Anderson, Mwata Bowden oder Matt Turner.